# Slow Horses
Slow Horses (Caballos Lentos, en Hispanoamérica) es una serie de televisión de espionaje, estrenada por Apple TV+ el 1 de abril de 2022. Está basada en las novelas del escritor británico Mick Herron y en diciembre de 2022 se estrenó la segunda temporada. La cadena ha renovado la serie hasta una cuarta temporada. La tercera temporada se estrenó el 29 de noviembre de 2023. La cuarta, se estrenó el 4 de septiembre de 2024. En enero de 2024, fue renovada por una quinta temporada, cuyo estreno está programado para el 24 de septiembre de 2025.

## Inicio argumental
El oficial del MI5  británico, River Cartwright, después de una misión de entrenamiento fallida, es enviado a la denominada Casa de la Ciénaga, un purgatorio administrativo para los rechazados en el servicio que son conocidos como los Slow Horses ("caballos lentos"). Cartwright y sus colegas de la oficina deben soportar tareas tediosas y burocráticas y a un jefe miserable, Jackson Lamb, que espera que renuncien por aburrimiento y frustración. La vida en Slough House está definida por la monotonía, hasta que se ven envueltos en una peligrosa maniobra de Regent's Park. 

## Reparto

### Protagonistas
- Gary Oldman como Jackson Lamb: jefe de la casa de la ciénaga. Desaliñado y borracho la mayor parte del tiempo, sus malos hábitos ocultan su aguda mente y sus habilidades como experimentado agente de inteligencia.
- Jack Lowden como River Cartwright: un prometedor agente del MI5 que fue degradado tras un error en un ejercicio de entrenamiento.
- Kristin Scott Thomas, Diana Taverner, subdirectora general del MI5 y jefa de operaciones con el nombre en clave de "Segunda Mesa".

### Casa de la ciénaga
- Saskia Reeves, Catherine Standish es la administrativa de la oficina, alcohólica en proceso de rehabilitación. Asistenta del antiguo director general del MI5, Charles Partner, y asignada a la Casa de la Ciénaga al asesinato de éste.
- Olivia Cooke, Sidonie "Sid" Baker (1.ª temporada) es una competente agente del MI5 inexplicablemente asignada a la Casa.
- Rosalind Eleazar, Louisa Guy, asignada después de que una operación saliera mal.
- Christopher Chung, Roddy Ho, un experto en informática y antiguo hacktivista.
- Steven Waddington, Jed Moody (1.ª temporada), un exmiembro de "Los Perros", una unidad de asuntos internos del MI5.
- Dustin Demri-Burns, Min Harper (1.ª-2.ª temporadas), caído en desgracia tras dejar olvidado un documento de alto secreto en un tren.
- Paul Higgins, Struan Loy  (1.ª temporada), asignado a la Casa después de enviar un correo electrónico de trabajo inapropiado.
- Aimee-Ffion Edwards, Shirley Dander (2.ª-3.ª temporadas),[6] con problemas de ira.
- Kadiff Kirwan, es Marcus Longridge (2.ª-3.ª temporadas),[6] que tiene problemas con el juego.
- Tom Brooke, es J.K. Coe (4.ª temporada). Antiguo agente del departamento Psych Eval de la sede del MI5.
- Joanna Scanlan, es Moira Tregoria (4.ª temporada). Antigua "Reina de las bases de datos" en el MI5. Desterrada a la Casa de la Ciénaga por Claude Whelan. Se convierte en la sustituta temporal de Catherine Standish

### Sede del MI5
- Freddie Fox como James "Spider" Webb (1.ª-3.ª temporadas), un agente del MI5 que trabaja en el cuartel general de Regent's Park
- Chris Reilly como Nick Duffy (1.ª-3.ª temporadas), jefe de la unidad táctica y de asuntos internos del MI5 apodada "Los Perros"
- Ruth Bradley como Emma Flyte (4.ª temporada), jefa de la unidad táctica y de asuntos internos del MI5 apodada "Los Perros"
- Sophie Okonedo como Ingrid Tearney, la directora general del MI5 con nombre en clave "Primera Mesa"
- James Callis como Claude Whelan (4ª temporada) director general del MI5 con nombre en clave "Primera Mesa"
- Joey Ansah como el agente Pierce
- Bally Gill como el agente Singh
- Naomi Wirthner como Molly Doran (2ª - 4ª temporada) , responsable de los archivos en el MI5.
- Kiran Sonia Sawar como Giti Rahman (4ª temporada), agente del MI5.
- James Faulkner como Charles Partner (flashbacks en 2ª temporada), antiguo director general del MI5 durante la Guerra Fría. Espía infiltrado del KGB.

### Otros
- Jonathan Pryce como David Cartwright, el abuelo de River Cartwright, un oficial retirado del MI5.
- Antonio Aakeel como Hassan Ahmed (1.ª temporada), un estudiante británico de origen asiático secuestrado por la extrema derecha.
- Samuel West, Peter Judd (1.ª temporada), parlamentario, un político de extrema derecha en ascenso.
- Paul Hilton, Robert Hobden (1.ª temporada), un periodista de extrema derecha.
- Hugo Weaving, (4ª temporada), como Frank Harkness antiguo agente de la CIA convertido en mercenario
- Sean Gilder, (2ª-4ª temporada), como "Bad" Sam Chapman antiguo Jefe de "Los Perros" y guardaespaldas de David Cartwright. Convertido en detective privado.
- Anna Wilson-Jones, (4ª temporada), como Isobel Cartwright, madre de River Cartwright e hija de David Cartwright.
- Jack Staddon, (4ª temporada). Joven Frank Harkness.
- Alex Dowding , (4ª temporada). Joven Sam Chapman.
- Zachary Hart , (4ª temporada), como Robert Winters autor del atentado suicida en el centro comercial Westacres en Londres.
- Tom Wozniczka , (4ª temporada), como Patrice, asesino al servicio de Frank Harkness.

#### Hijos de la Albion (1.ª temporada)
- Sam Hazeldine, Moe / Alan Black
- David Walmsley , Larry
- Stephen Walters, Zeppo
- Brian Vernel, Curl

## Temporadas
| Temporada | Temporada | Episodios | Episodios | Emisión original         | Emisión original        |
| Temporada | Temporada | Episodios | Episodios | Primera emisión          | Última emisión          |
| --------- | --------- | --------- | --------- | ------------------------ | ----------------------- |
|           | 1         | 6         | 6         | 1 de abril de 2022       | 29 de abril de 2022     |
|           | 2         | 6         | 6         | 2 de diciembre de 2022   | 30 de diciembre de 2022 |
|           | 3         | 6         | 6         | 29 de noviembre de 2023  | 27 de diciembre de 2023 |
|           | 4         | 6         | 6         | 4 de septiembre de 2024  | 2 de octubre de 2024    |
|           | 5         | 6         | 6         | 24 de septiembre de 2025 | 22 de octubre de 2025   |

### Temporada 1 (2022):Slow Horses
| N.º | Título                 | Dirigido por | Escrito por                   | Fecha de lanzamiento original |
| --- | ---------------------- | ------------ | ----------------------------- | ----------------------------- |
| 1   | «Failure's Contagious» | James Hawes  | Will Smith                    | 1 de abril de 2022            |
| 2   | «Work Drinks»          | James Hawes  | Will Smith                    | 1 de abril de 2022            |
| 3   | «Bad Tradecraft»       | James Hawes  | Will Smith                    | 8 de abril de 2022            |
| 4   | «Visiting Hours»       | James Hawes  | Morwenna Banks                | 15 de abril de 2022           |
| 5   | «Flasco»               | James Hawes  | Mark Denton y Jonny Stockwood | 22 de abril de 2022           |
| 6   | «Follies»              | James Hawes  | Will Smith                    | 29 de abril de 2022           |

### Temporada 2 (2022):Dead Lions
| N.º | Título                   | Dirigido por    | Escrito por                   | Fecha de lanzamiento original |
| --- | ------------------------ | --------------- | ----------------------------- | ----------------------------- |
| 1   | «Last Stop»              | Jeremy Lovering | Will Smith                    | 2 de diciembre de 2022        |
| 2   | «From Upshott with Love» | Jeremy Lovering | Morwenna Banks                | 2 de diciembre de 2022        |
| 3   | «Drinking Games»         | Jeremy Lovering | Morwenna Banks                | 9 de diciembre de 2022        |
| 4   | «Cicada»                 | Jeremy Lovering | Mark Denton y Jonny Stockwood | 16 de diciembre de 2022       |
| 5   | «Boardroom Politics»     | Jeremy Lovering | Mark Denton y Jonny Stockwood | 23 de diciembre de 2022       |
| 6   | «Old Scores»             | Jeremy Lovering | Will Smith                    | 30 de diciembre de 2022       |

### Temporada 3 (2023):Real Tigers
| N.º | Título                    | Dirigido por   | Escrito por                   | Fecha de lanzamiento original |
| --- | ------------------------- | -------------- | ----------------------------- | ----------------------------- |
| 1   | «Strange Games»           | Saul Metzstein | Will Smith                    | 29 de noviembre de 2023       |
| 2   | «Hard Lessons»            | Saul Metzstein | Will Smith                    | 29 de noviembre de 2023       |
| 3   | «Negotiating With Tigers» | Saul Metzstein | Will Smith                    | 6 de diciembre de 2023        |
| 4   | «Uninvited Guests»        | Saul Metzstein | Mark Denton y Jonny Stockwood | 13 de diciembre de 2023       |
| 5   | «Cleanning Up»            | Saul Metzstein | Mark Denton y Jonny Stockwood | 20 de diciembre de 2023       |
| 6   | «Footprints»              | Saul Metzstein | Will Smith                    | 27 de diciembre de 2023       |

### Temporada 4 (2024):Spook Street
| N.º | Título                     | Dirigido por | Escrito por                               | Fecha de lanzamiento original |
| --- | -------------------------- | ------------ | ----------------------------------------- | ----------------------------- |
| 1   | «Identity Theft»           | Adam Randall | Will Smith                                | 4 de septiembre de 2024       |
| 2   | «A Stranger Comes to Town» | Adam Randall | Will Smith                                | 11 de septiembre de 2024      |
| 3   | «Penny for Your Thoughts»  | Adam Randall | Morwenna Banks                            | 18 de septiembre de 2024      |
| 4   | «Returns»                  | Adam Randall | Mark Denton y Jonny Stockwood             | 25 de septiembre de 2024      |
| 5   | «Grave Danger»             | Adam Randall | Mark Denton, Jonny Stockwood y Will Smith | 2 de octubre de 2024          |
| 6   | «Hello Goodbye»            | Adam Randall | Will Smith                                | 9 de octubre de 2024          |

## Producción
La serie recibió el "visto bueno"  de Apple TV+ en octubre de 2019, con Gary Oldman anunciado como protagonista. El elenco se completó en diciembre de 2020 con las incorporaciones de Olivia Cooke, Jonathan Pryce, Kristin Scott Thomas y Jack Lowden. En un primer momento, la serie estaba pensada para tener dos temporadas, compuestas por seis episodios cada una. Según este plan, los primeros seis episodios se basan en el primer libro de Mick Herron, Slow Horses, y los siguientes seis episodios en la secuela, Dead Lions.
El rodaje comenzó el 30 de noviembre de 2020 en Inglaterra y continuó hasta febrero de 2021, con Gary Oldman y Kristin Scott Thomas en el set de Westminster, Londres. En julio de 2021, el rodaje continuó en Stroud, Gloucestershire. En febrero de 2022, se anunció que James Hawes sería el director de los primeros seis capítulos. En marzo de 2022, la segunda temporada estaba en posproducción.
En junio de 2022, Apple TV+ renovó la serie por dos temporadas más. En enero de 2024, anunció la renovación para una quinta temporada basada en el libro London Rules. En octubre de 2024, una semana después del episodio final de la temporada 4, la plataforma confirmó la renovación de la serie para su sexta temporada, basada en los libros Joe Country y Slough House.  En julio de 2025, antes del estreno de la quinta temporada Apple TV+ renovó la serie por una séptima basada en el libro: Bad Actors.

## Música
La canción principal que se emite en la intro de la serie, titulada Strange Game, es interpretada por Mick Jagger, que es también el autor junto al compositor Daniel Pemberton.

## Lanzamiento
La serie se estrenó en Apple TV+ con la emisión de los dos primeros capítulos el 1 de abril de 2022. La segunda temporada se estrenó a finales del 2022, adaptando el segundo libro de la saga escrita por Mick Herron. La tercera fue estrenada el 29 de noviembre de 2023, mientras que la cuarta temporada el 4 de septiembre de 2024. La quinta temporada será estrenada el 24 de septiembre de 2025, con los dos primeros episodios y después irán uno semanalmente hasta el 22 de octubre.

## Recepción
Rotten Tomatoes informa un índice de aprobación del 95% con una calificación promedio de 7.7/10, según 55 reseñas de críticos. El consenso de los críticos del sitio web dice: "Slow Horses refresca el género de espionaje al permitir que su banda de fisgones sea torpe, con Gary Oldman dando una clase magistral sobre autoridad desaliñada". En el agregador de reseñas Metacritic, la serie tiene un puntaje promedio ponderado de 78 de 100 basado en 22 críticos, lo que indica "críticas generalmente favorables".

## Premios y nominaciones
| Año  | Premio                                         | Categoría                       | Nominados                                                                         | Resultado | Ref.          |
| ---- | ---------------------------------------------- | ------------------------------- | --------------------------------------------------------------------------------- | --------- | ------------- |
| 2023 | British Academy Television Awards              | Mejor actor                     | Gary Oldman                                                                       | Nominado  | [ 22 ]        |
| 2023 | British Academy Television Awards              | Mejor actor de reparto          | Jack Lowden                                                                       | Nominado  | [ 22 ]        |
| 2023 | British Academy Television Craft Awards        | Mejor música original Drama     | Daniel Pemberton, Mick Jagger                                                     | Nominado  | [ 22 ]        |
| 2023 | British Academy Television Craft Awards        | Mejor sonido Drama              | Martin Jensen, Joe Beal, Duncan Price, Craig Butters, Sarah Elias, Andrew Sissons | Nominado  | [ 22 ]        |
| 2023 | British Academy Television Craft Awards        | Mejor guion adaptado Drama      | Katie Weiland (por "Failure's Contagious")                                        | Nominado  | [ 22 ]        |
| 2023 | British Society of Cinematographers Awards     | Mejor serie Drama               | Danny Cohen (por "Bad Tradecraft")                                                | Nominado  | [ 23 ]        |
| 2023 | Hollywood Critics Association TV Awards        | Mejor actor Drama               | Gary Oldman                                                                       | Nominado  | [ 24 ]        |
| 2023 | Hollywood Music in Media Awards                | Mejor intro Drama               | Daniel Pemberton, Mick Jagger                                                     | Nominado  | [ 25 ]        |
| 2023 | Hollywood Music in Media Awards                | Mejor intro Drama               | "Strange Games" (Daniel Pemberton, Mick Jagger)                                   | Nominado  | [ 25 ]        |
| 2023 | Royal Television Society Programme Awards      | Mejor escritor Drama            | Will Smith                                                                        | Nominado  | [ 26 ]        |
| 2023 | Royal Television Society Craft & Design Awards | Título original                 | Daniel Pemberton, Mick Jagger                                                     | Nominado  | [ 27 ]        |
| 2023 | USC Scripter Awards                            | Mejor guion adaptado – TV       | Will Smith (for "Failure's Contagious")                                           | Ganador   | [ 28 ]        |
| 2024 | American Cinema Editors                        | Mejor edición Drama             | Sam Williams (por "Strange Games")                                                | Nominado  | [ 29 ]        |
| 2024 | British Academy Television Awards              | Mejor serie Drama               | Slow Horses                                                                       | Nominado  | [ 30 ]        |
| 2024 | British Academy Television Awards              | Mejor actor de reparto          | Jack Lowden                                                                       | Nominado  | [ 30 ]        |
| 2024 | British Academy Television Craft Awards        | Mejor guion adaptado            | Sam Williams (por "Strange Games")                                                | Ganador   | [ 30 ]        |
| 2024 | British Academy Television Craft Awards        | Mejor guion adaptado            | Zsófia Tálas (por "Footprints")                                                   | Nominado  | [ 30 ]        |
| 2024 | British Academy Television Craft Awards        | Mejor maquillaje y peluquería   | Lucy Sibbick, Sharon Miller, Kym Menzies-Foster, Kelly Taylor                     | Nominado  | [ 30 ]        |
| 2024 | British Academy Television Craft Awards        | Mejor sonido Ficción            | Sound Team                                                                        | Ganador   | [ 30 ]        |
| 2024 | Golden Globe Awards                            | Mejor actor Drama               | Gary Oldman                                                                       | Nominado  | [ 31 ]        |
| 2024 | Primetime Emmy Awards                          | Mejor serie Drama               | Slow Horses                                                                       | Nominado  | [ 32 ] [ 33 ] |
| 2024 | Primetime Emmy Awards                          | Mejor actor                     | Gary Oldman                                                                       | Nominado  | [ 32 ] [ 33 ] |
| 2024 | Primetime Emmy Awards                          | Mejor actor de reparto          | Jack Lowden                                                                       | Nominado  | [ 32 ] [ 33 ] |
| 2024 | Primetime Emmy Awards                          | Mejor dirección artística Serie | Saul Metzstein (por "Strange Games")                                              | Nominado  | [ 32 ] [ 33 ] |
| 2024 | Primetime Emmy Awards                          | Mejor guion Drama               | Will Smith (por "Negotiating With Tigers")                                        | Ganador   | [ 32 ] [ 33 ] |
| 2024 | Primetime Creative Arts Emmy Awards            | Mejor actor invitado Drama      | Jonathan Pryce (por "Footprints")                                                 | Nominado  | [ 32 ] [ 33 ] |
| 2024 | Primetime Creative Arts Emmy Awards            | Mejor reparto Drama             | Nina Gold                                                                         | Nominado  | [ 32 ] [ 33 ] |
| 2024 | Primetime Creative Arts Emmy Awards            | Mejor fotografía                | Zsófia Tálas (por "Footprints")                                                   | Nominado  | [ 32 ] [ 33 ] |
| 2024 | Primetime Creative Arts Emmy Awards            | Mejor banda Sonora Drama)       | Daniel Pemberton, Toydrum (por "Strange Games")                                   | Nominado  | [ 32 ] [ 33 ] |
| 2024 | Satellite Awards                               | Mejor actor Drama               | Gary Oldman                                                                       | Ganador   | [ 34 ]        |
| 2024 | USC Scripter Awards                            | Mejor guion adaptado Serie      | Will Smith (por "Negotiating with Tigers")                                        | Ganador   | [ 35 ]        |